# A4GALT
Lactosilceramida 4-alfa-galactosiltransferase é uma enzima que nos humanos é codificada pelo gene A4GALT.
A proteína codificada por este gene catalisa a transferência de galactose para lactosilceramida para formar globotriaosilceramida, que foi identificada como o antigénio P(k) do sistema de grupos sanguíneo P. A proteína codificada, que é uma proteína membranar do tipo II encontrada no aparelho de Golgi, também é requerida para a síntese do receptor de verotoxina bacteriana.